# Línea 1C (Salta)
La Línea 1C es una línea de transporte urbano de pasajeros de la ciudad de Salta, Argentina. La línea está actualmente operada por la empresa TADELVA S.R.L., bajo la administración de SAETA.
Esta línea surgió como una alternativa de transporte para los residentes del macrocentro salteño, dónde los servicios cuentan con una capacidad menor de traslado y a menudo las unidades son incapaces de levantar más pasajeros (sobre todo en horarios pico) debido a que tienen su punto de origen en otros barrios de la periferia.  
Ante esta demanda, el día 1 de julio del 2015, la línea 1C comienza a prestar servicio con una flota conformada principalmente por coches cero kilómetro TodoBus San Telmo 2 - Agrale MA 15 recientemente adquiridos por la empresa operadora.  

## Recorrido

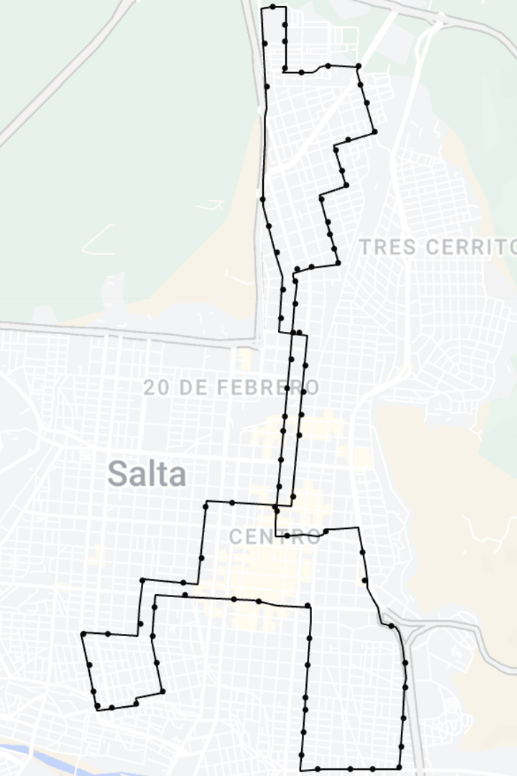
Mapa del recorrido.

### Recorrido literal[2]
Sale Control – Ayacucho – San Luis – 10 de Octubre – Urquiza – Islas Malvinas – A. Güemes – Santiago del Estero – Zuviría – M.S. de Gurruchaga – Balcarce – Colectora este Av. Bolivia – Av. Bolivia – Ingreso al Barrio Pereyra Rozas – 2 Cuadras hasta 1.er Boulevard – Rotonda Boulevard – Boulevard (Este-Oeste) – Av. Constitución – Dr. Samsón – Cnel. Dorrego – Juramento – Ruíz Díaz Guzmán – Pueyrredón – Juana Moro de López – B. Mitre – Av. Belgrano – Paseo Güemes – Av. Bicentenario – Av. H. Yrigoyen – Chiclana – Av. H. Yrigoyen – Obispo Romero – Av. Independencia – Lerma – Av. San Martín – Lamadrid – Corrientes – Laprida – Cnel. Vidt – Ayacucho – Llega Control

### Cobertura de barrios
Agua y Energía – Aerolíneas – Villa Chartas – Calixto Gauna – Centro – Vicente Solá – COSMOPOL – Pilar – Miguel Ortiz – Mosconi – Lamadrid – Pereyra Rozas – Villa Soledad – Hernando de Lerma

## Puntos de interés
- Mercado San Miguel
- Central de Policía
- Legislatura
- Estación de Trenes de Salta
- Salta Polo
- Aero Club
- Terminal
- Parque San Martín